# イラン料理

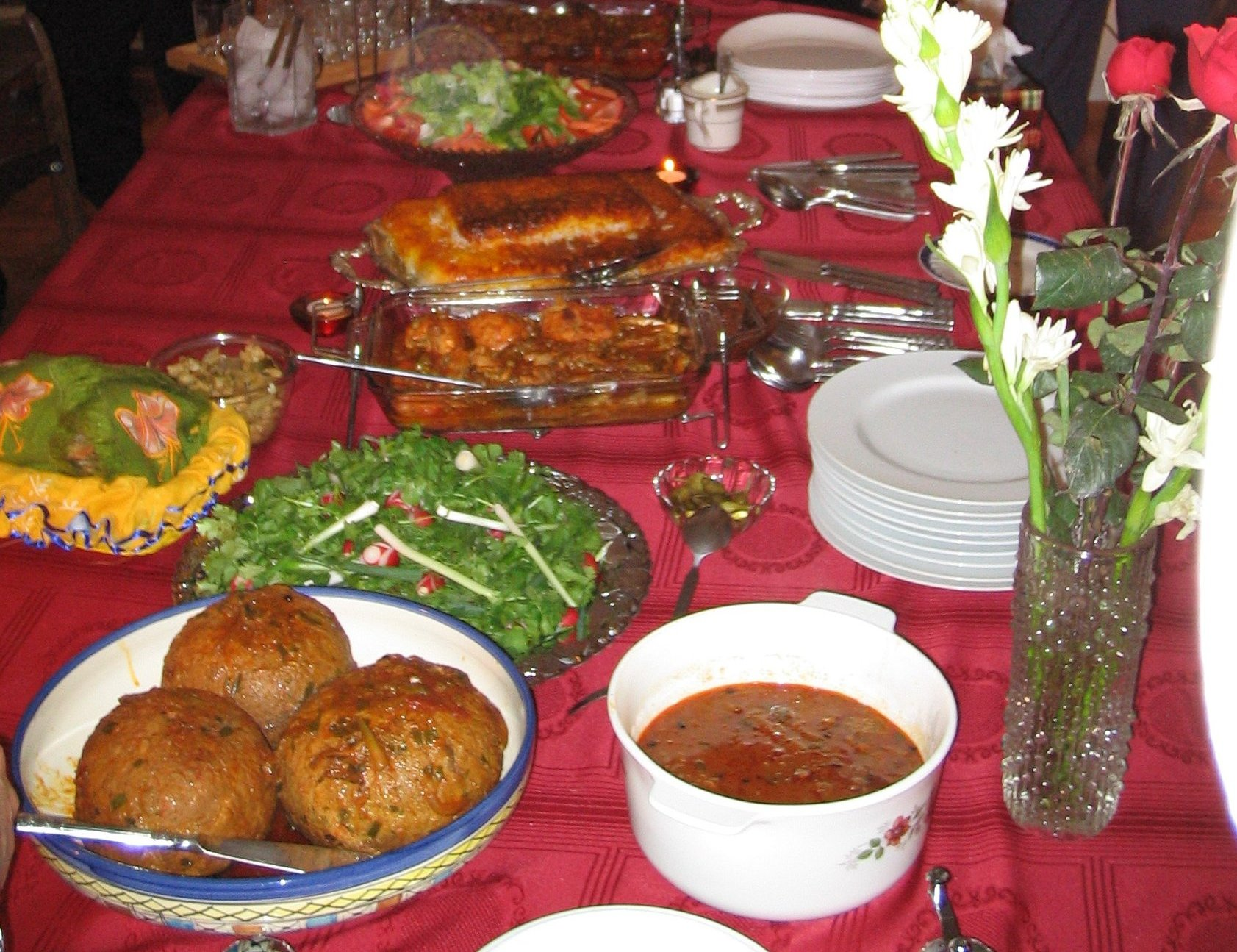
イラン料理が並べられた食卓

イラン料理あるいはペルシア料理は、イランを起源とする、または、イランで伝統的に食べられている料理の総称。

## イラン料理の特色
料理の味付けは薄めで、ふんだんに使われた香草と香辛料で風味が付けられている。果物と香草がふんだんに使用され、食材として用いるほかに保存のために乾燥、瓶詰め、ペースト状に加工されることもある。香辛料ではサフランとシナモンが、香草ではイノンドとコリアンダーの実が多く使われる。食材は温・冷・乾・湿の4種類に分類され、分類に基づいた食材の組み合わせがされている。また、それぞれの性質は気候や体調に応じて使い分けられている。甘酸っぱい味付けが特徴で、デザートではない一つの料理に甘味のある食材と甘味の無い食材を使用する点に特徴がある。このため、ホウレンソウとプルーンを使った仔羊のシチュー、酸味のあるサクランボ（あるいはザクロ）のソースとアヒルの肉を合わせた料理が作られる。イランでは酸味が好まれるため、卓上にはライムのしぼり汁が調味料として置かれることもある。甘味と酸味を組み合わせた料理は、サーサーン朝時代にまで遡ることができる。

## 歴史
古代のペルシア（イラン）に存在していた国家の食文化はマケドニア、ギリシャ、ローマ帝国、パルティアなどの影響を受けて発展した。多数の廷臣や客人が同席する王や高官の食事には大量の料理が出され、多くの料理人や職人が動員された。食材や飲料はエジプト、メソポタミアなどの近辺の地域から取り寄せられ、貴金属製の食器が使われた。
サーサーン朝の時代に食文化が発達し、ペルシア語に由来する料理用語が西アジアに広まった。サーサーン朝では、熱い肉料理、冷製の肉料理、ブドウの葉でつつんだ料理などが作られていた。マルメロのジャムやアーモンドとクルミを詰めたナツメヤシの実がデザートとして食べられていた。
11世紀にズィヤール朝で書かれた随筆『カーブースの書』には、当時の食事マナーが記されている。

## 肉と魚

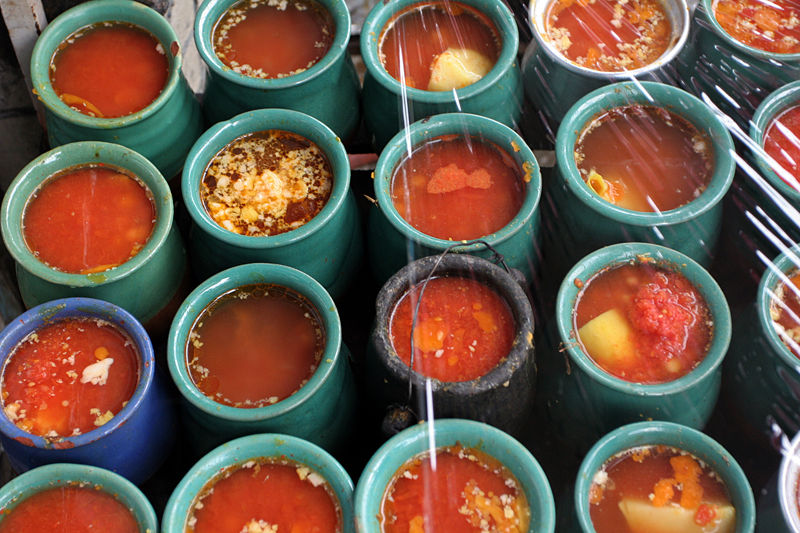
アーブグーシュト

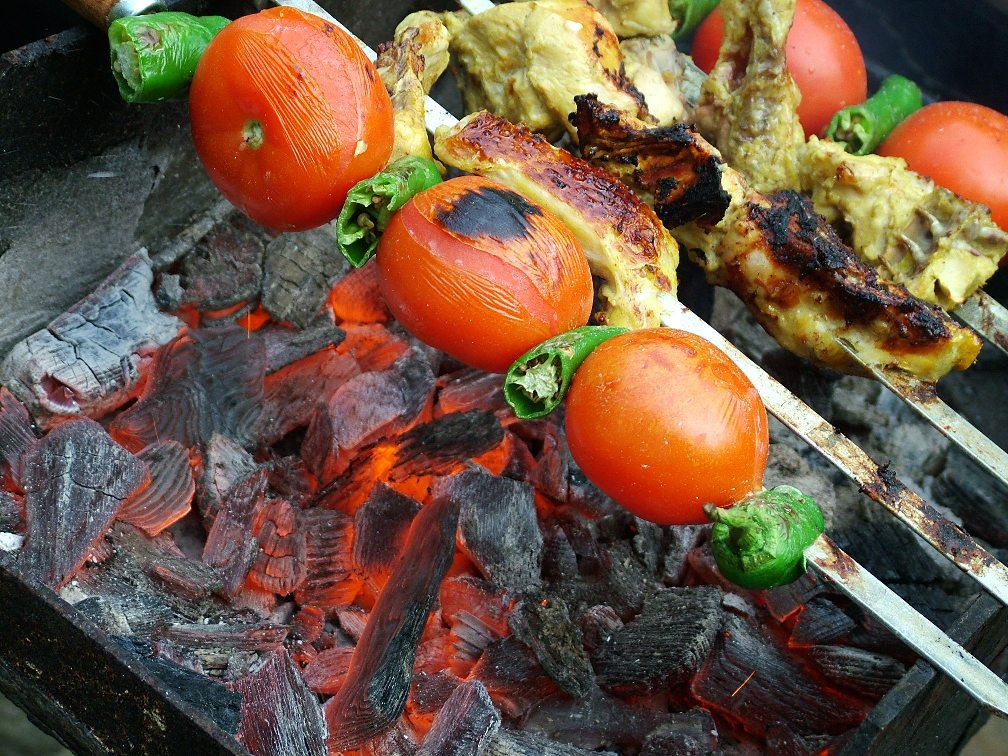
ジュージェ・キャバーブと野菜の串焼き

イランにおいては羊の肉が好まれている。素焼きの小さな壺に羊のすね肉、ジャガイモ、ヒヨコマメなどを入れて弱火で煮込むアーブグーシュト（ābgūsht、「肉汁」の意）は、ナーンと共に食べる庶民の料理である。アーブグーシュトは、器ごと加熱する調理方法からディーズィー（dizi、「土鍋」の意）とも呼ばれるが、イランのレストランでは大釜で煮込んだスープを素焼きの壺に移し替えて供することが一般的になっている。串焼肉屋（キャバービー）では新鮮な羊の肉や内臓がキャバーブ（串焼きの羊肉）にされて売られており、焼いた肉と香草をナーン（ナン）で巻いて食べる。羊の頭と足を煮込んだキャッレパーチェ（kale-pāche）、羊の胃袋を煮込んだスィーラービーは伝統的な庶民の料理であり、キャッレパーチェは朝食として食べられる。テヘランの富裕層はキャッレパーチェを下町の労働者の食べ物だと見下し、田舎ではキャッレパーチェは縁起が悪い食べ物だと敬遠されることもある。
また、鶏肉を使ったジュージェ・キャバーブも食される。ジュージェ・キャバーブに使う鶏肉はライム汁にすりおろしたタマネギやニンニクを混ぜたマリネ液に漬け、その後で串焼きにされる。
沿岸地方を除いて魚料理はあまり食べられないが、ノウルーズ（イランの正月）には魚料理は欠かせないものとなっている。カスピ海で獲れるイラン産のキャビアは国外に大量に流通しており、品質も高く評価されている。鱗の無い魚とその卵を食べてはならないシーア派の戒律と高い価格のため、過去のイランではキャビアを食べる習慣は存在していなかった。1983年にルーホッラー・ホメイニーが「チョウザメには鱗がある」というファトワーを出してキャビアの食用が合法化されて以降、イラン内でのキャビアの消費量は増えつつある。ギーラーン州などのキャビアの産地であるカスピ海沿岸地域では、キャビアよりも白魚の卵の塩漬けが好まれている

## 野菜、果物
イラン料理において香草（ハーブ）は野菜に分類される。ハツカダイコンやハッカの葉、ニラ、バジリコはサブジー（sabzī、青物）と呼ばれ、生のまま塩を振りかけ、ナーンで巻いて食べる。
ラブー（ビーツ、テンサイ）はサラダに使われ、串を刺して茹でたラブーは冬のイランの名物になっている。ジャガイモは、イラン風ハンバーグ（kotlet）などのひき肉料理のつなぎにも使われる。ホウレンソウやナスなどの野菜は、クークー（kūkū）というイラン風オムレツの具に使われる。クークーは卵を強くかき混ぜ、場合によっては少量のベーキングパウダーを入れて焼き上げるため、厚いスフレ状のオムレツになる。
イランでよく食べられる果物にはブドウ、メロン、スイカ、アンズなどが挙げられる。また、キュウリはイラン料理においては果物に含まれる。夏季にはコンプート（コンポート）やメロンの果肉と氷水を混ぜ合わせたものなど、フルーツに若干の調理を加えた菓子が好まれる。イラン南部ではナツメヤシが主要な栄養源になっている。

## 主食

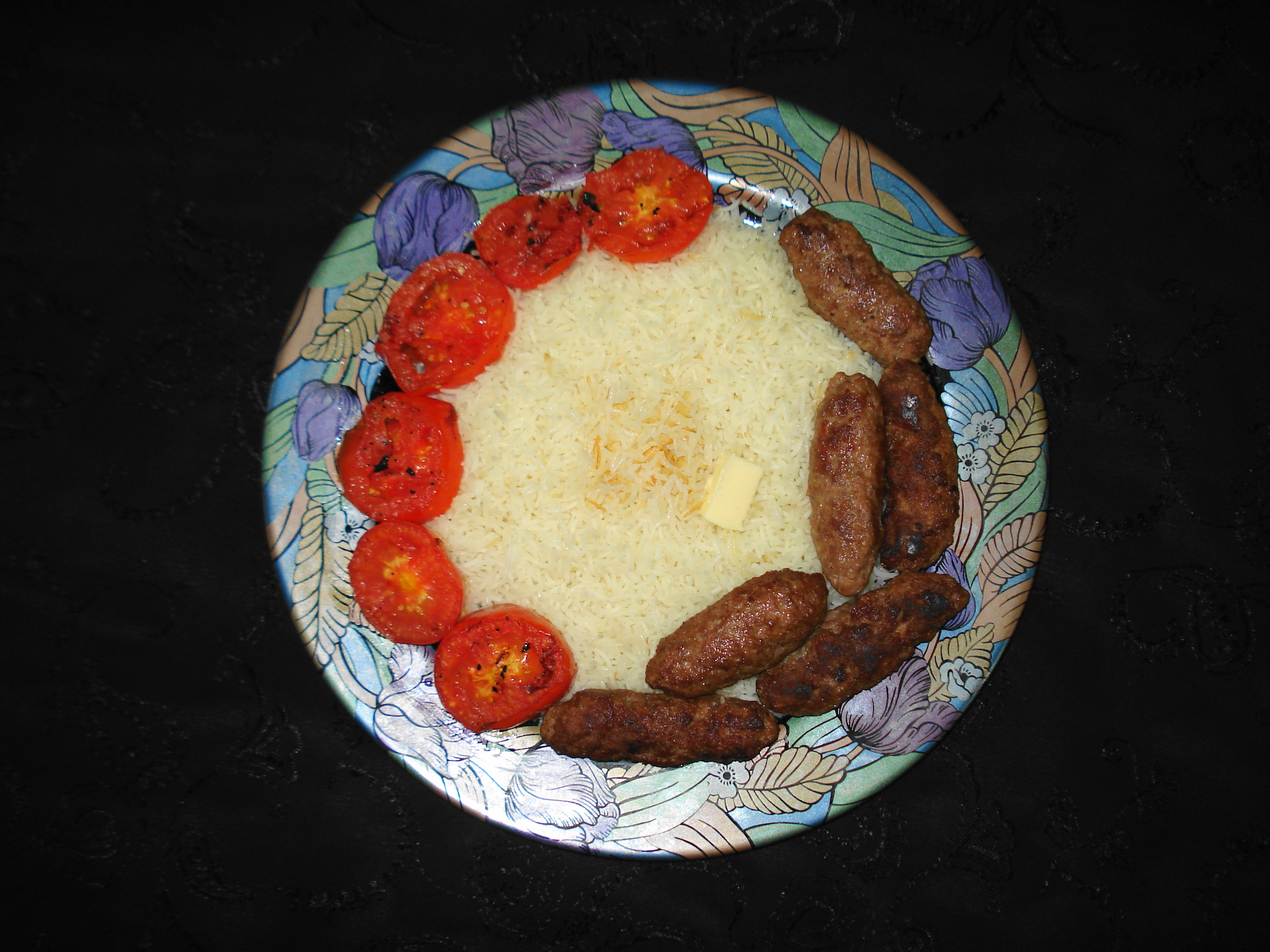
チェロウキャバーブ

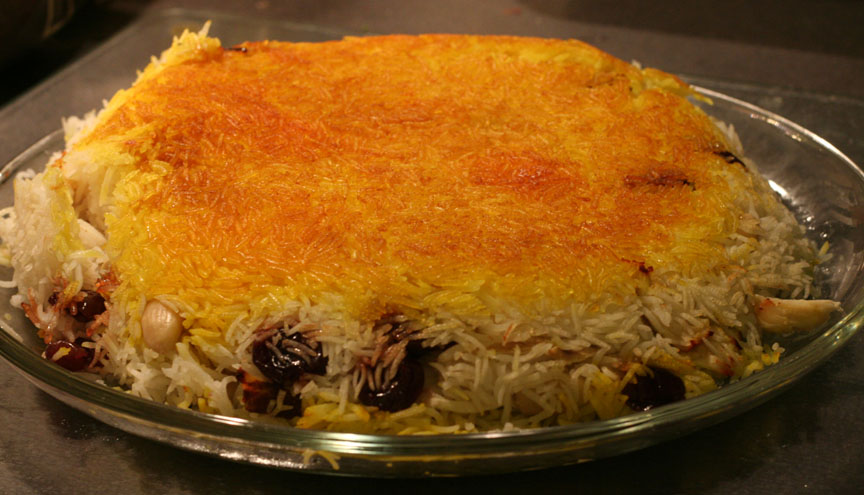
皿に乗せられて出されたタフ・ディーグ

イラン料理の主食はナーン（nān）であり、一般家庭でナーンが焼かれることはあまり無く、専門の店舗やスーパーマーケットでナーンが購入されている。ナーンには様々な種類があり、細長い三角形のサンギャク、紙のように薄いラヴァーシュ、堅く厚みがあるバルバリーなどがある。家庭でピザを作る場合、バルバリーなどのナーンがピザの生地に代用されることもある。菓子パンもナーンに分類されるが、「ナーネ・ファーンテズィー」と呼ばれて他のナーンとは区別される。
イランでは米も食べられており、主に長粒種が栽培されている。イランの国土の大部分を占める乾燥地帯では小麦粉から作られるナーンが主食とされていたが、20世紀末からイランでの米の消費量が増加している。イランの経済発展に伴って米食の消費は増加し、ギーラーン州とマーザンダラーン州が主要な米の産地となっている。
イラン料理での米の調理法は湯取りによるābkeshと、炊き干しによるカテ（kate）の2種類があり、「チェロウ（chelo）」はābkeshで調理された白米、あるいは調理された白飯全般を指して使われる。米はチェロウとカテ以外に、もてなしの料理である炊き込みご飯のポロウ（polo、ピラフ）などに調理して供される。キャバーブ（串焼きの羊肉）にチェロウを添えたチェロウキャバーブはイランの代表的なファーストフードとして知られ、専門の店（チェロウキャバービー）で出される。チェロウを作る際にできたお焦げ（タフ・ディーグ、tahdig、「鍋の底」の意）は、来客者をもてなす時に出される。より美味しいタフ・ディーグを作るため、チェロウを炊き上げる時にラヴァーシュなどの薄いナーンを鍋底に敷くなどの工夫がされている。
イランではハーブとライムで風味を付けた粥のシュルバも食される。また、サフランライスのプディング（sholezard）などの米を使ったデザートも作られている。
イランのサンドイッチ（サンドゥヴィーチ）は、コッペパン、フランスパンの中身をくりぬいて具を詰めるスタイルが採られている。具にはソーセージ、ハム、スパゲッティ、羊の脳、野菜などが用いられ、店でサンドゥヴィーチを頼む時には自分の好みの具を注文する。

## シチュー、スープ

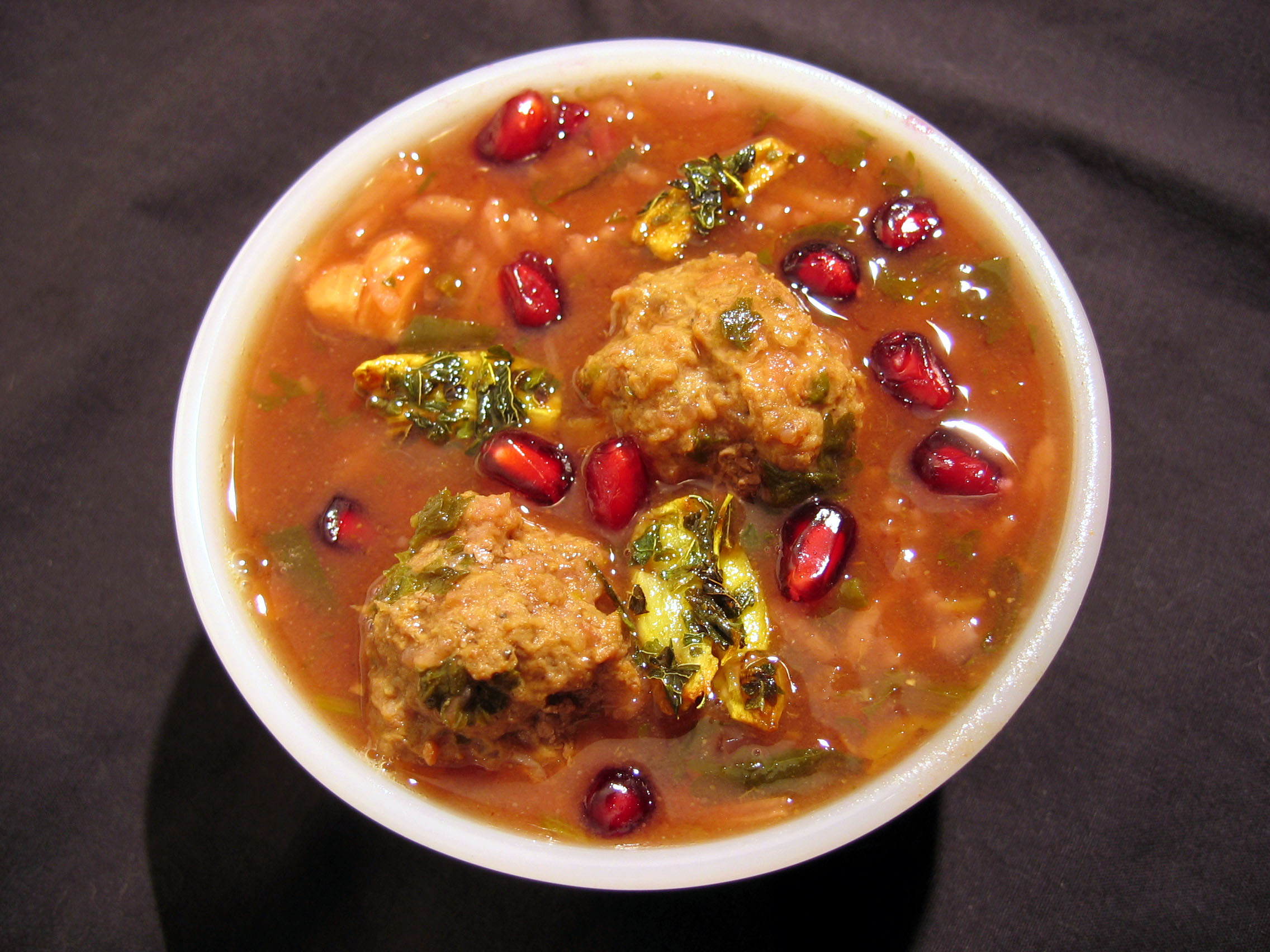
アーシュ

イランの家庭では肉を柔らかく調理するため、長時間煮込む料理法が行われる。煮込み時間の目安として「羊肉は3時間、牛肉は5-6時間煮込むのが望ましい」という言葉がある。前述のアーブグーシュトのほか、イランの代表的な家庭料理であるホレシュト（khoresh、ホレシュ、シチュー）がイラン料理における煮込み料理として挙げられる。ホレシュトの食材には肉、ナス、セロリなどが使われ、料理にはメインとなる食材の名前が付けられる。ホレシュトはチェロウの副菜とされ、ナスと羊肉を使ったホレシュテ・バーデンジャーンと肉とレンズマメを使ったホレシュテ・ゲイメは一般的な家庭料理となっている。ニワトリ、シチメンチョウ、野ガモなどの肉をすり潰したクルミとペースト状のザクロと一緒に煮込んだフェセンジャーン（Fesenjān）は、宴席やパーティーで出されるご馳走である。
イラン料理のスープ（スーペ）の種類は少ない。スープの一種アーシュ（āsh）は家庭で作られるほか、町中の屋台でも販売されている。
これらの料理の中には干しレモンを使うものもある。

## 間食、菓子類
午前の間食はチャシト、午後の間食はアスラネ、夕食後から就寝前の間にとる間食はシャブチェレという。チャシトでは主に果物、ビスケット、牛乳が食される。アスラネでは紅茶、牛乳、ジュース、ケーキ、ビスケットなどが食されるが、下町ではチーズやジュージェキャバーブなどの軽食をとることもある。
乾燥させたカボチャやヒマワリの種に軽く塩を振って煎ったトフメ、ドライフルーツとナッツ類の詰め合わせであるアジル（ajiel）は、手軽な軽食として好まれる。小麦のデンプンから作るイラン独自の冷菓ファールーデ（パールーデ、pālūde）は、ライム汁やバラの香りを付けたシロップをかけて食べる。ヨーグルト（マースト、māstもしくはmaast）は多くの場合料理の添え物として供され、甘味は付けないことが多い。ヨーグルトにチーズやハーブを合わせたディップ（māst-o panir-o sabzi）は、ナーンや野菜に付けて食される。

## 飲料

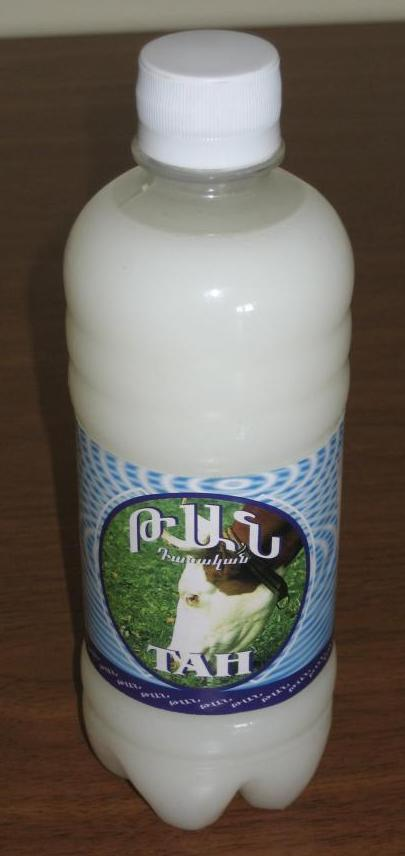
ボトルに詰められたドゥーグ

イランでは一般的に紅茶が飲まれ、イラン人は2-3歳のころから紅茶を飲み始める。茶葉をヤカンに入れて煮出す方法が取られ、サモヴァル（サモワール）で沸かされる。紅茶を入れるカップとして、ガラス製のグラスが使われることが多い。最初にガンドという固い砂糖の塊を口に含み、その後で茶を口に入れるのがイランの伝統的な紅茶の飲み方である。ハーブティーも愛飲されており、香料の一種であるバラ水はガムシロップと氷水で割って飲まれている。
紅茶のほかに、コーヒーも飲まれている。飲食店で出されるコーヒーは多くの場合ネスカフェであり、価格も紅茶に比べて2倍近く高い。レストランでは注文した料理と共に飲料（ヌーシャーベ）が出され、甘味が強く炭酸の弱いイラン製のコーラが添えられることが多い。イラン独特の飲料であるドゥーグ（dūgh）はヨーグルトを水や炭酸で割った飲料であり、塩とミントで味付けされている。
過去のイランは良質のワインの産地として知られ、シーラーズのワインが特に有名だった。宗教的戒律（ハラール）による飲食物の制限が比較的緩かったイラン革命前は、マシュハドやコムなどの宗教都市を除いた町で酒類が販売されていた。革命後はイランへのアルコール類の持ち込みは禁止されたが、それでも陰で酒類は出回っており、密造酒も作られている。

## 地方料理
イラン各地には多種多様の食文化が存在する。
ギーラーン地方の人間は自分たちの食文化に強い誇りを持ち、イランの他地域の人間もギーラーンの食文化を特別視している。ギーラーン地方では米が主食とされ、魚類、牛肉、ニンニク、乳製品、野菜などが調理される。かつてのギーラーン地方ではナーンは主食と見なされていなかったが、価格の低さとナーン屋の増加のため、ギーラーンでもナーンが普及した。ギーラーンのジョークの定型句ではテヘランなどの内陸部の人間を「ナーンを食べる奴ら」と呼び、逆に内陸部の人間はギーラーンの人間を「魚の頭食い」などの文句で呼び返していた。
イラン北西部のアーザルバーイジャーン地方は、アーブグーシュトの本場だと言われている。

## 主な料理
- ナーン
- ポロウ

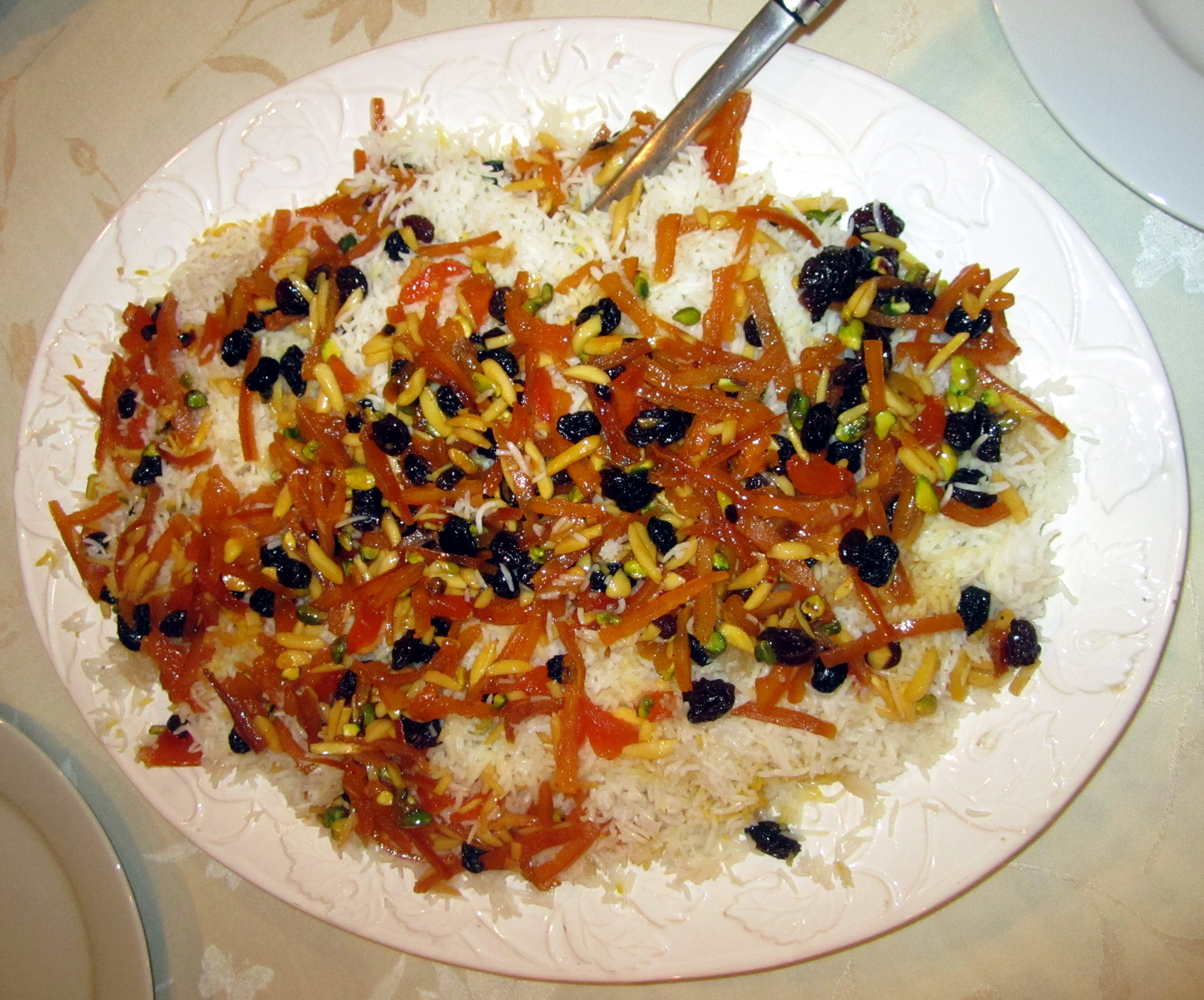
シーリーン・ポロウ

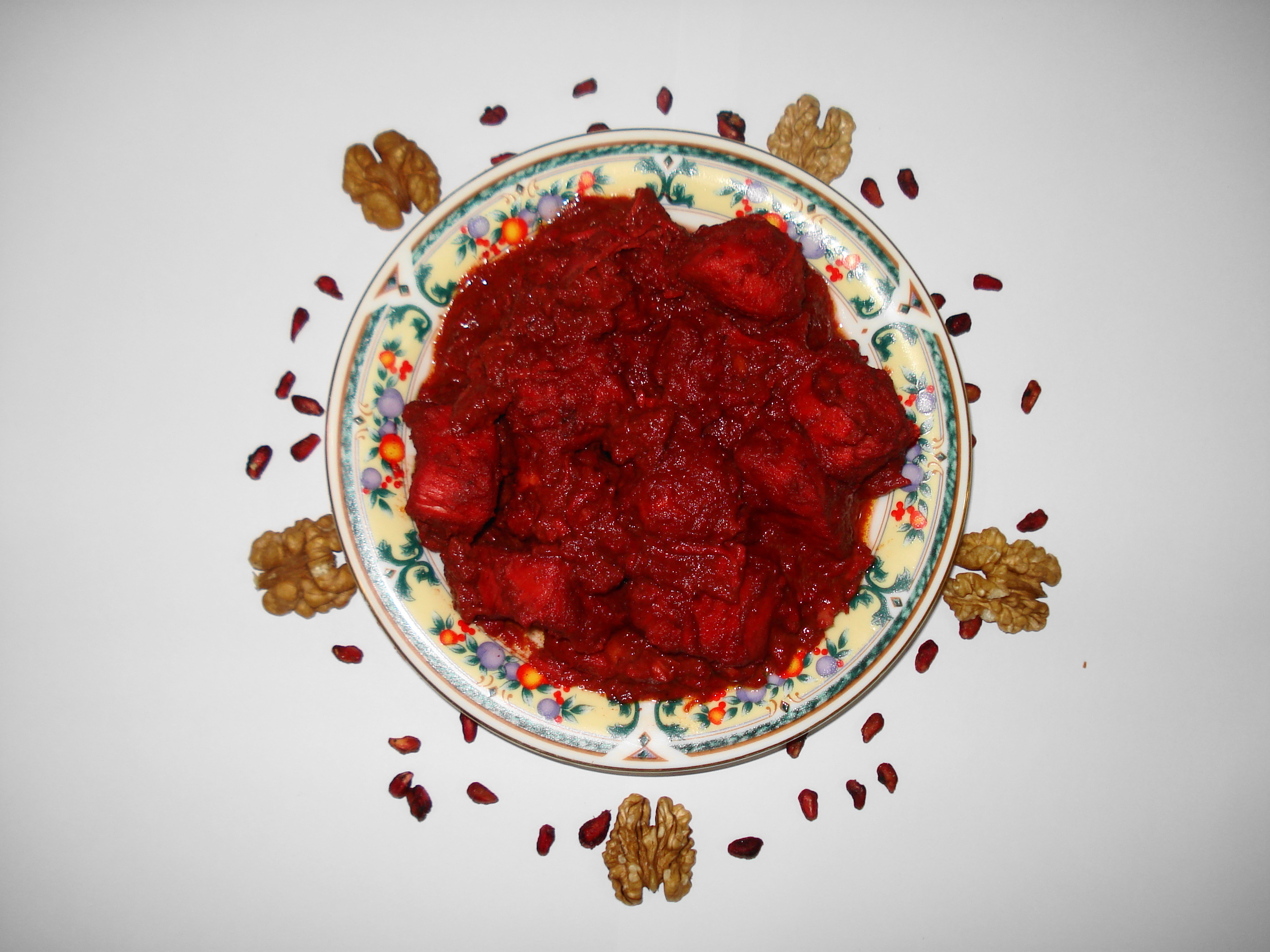
フェセンジャーン

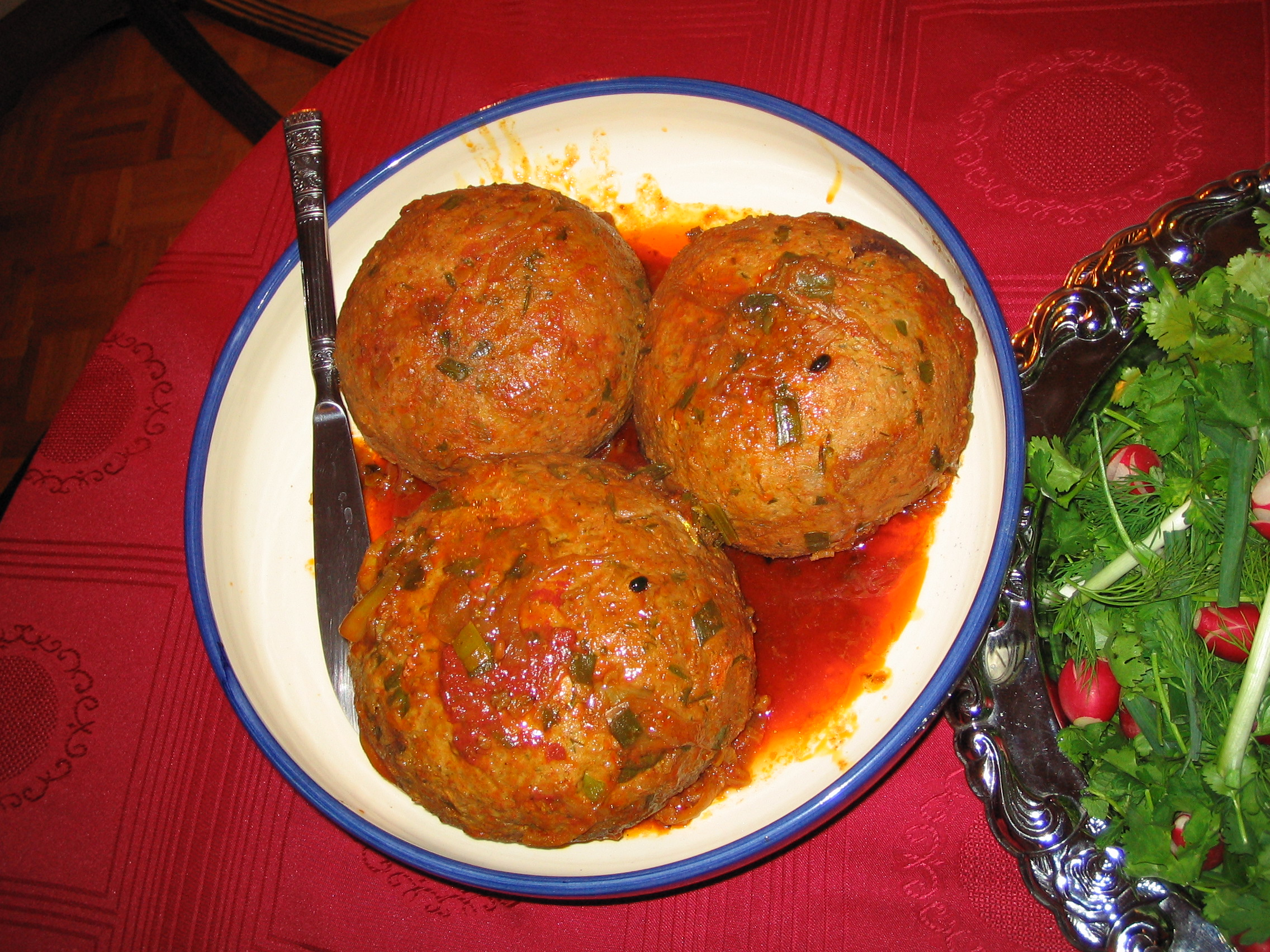
クーフテ

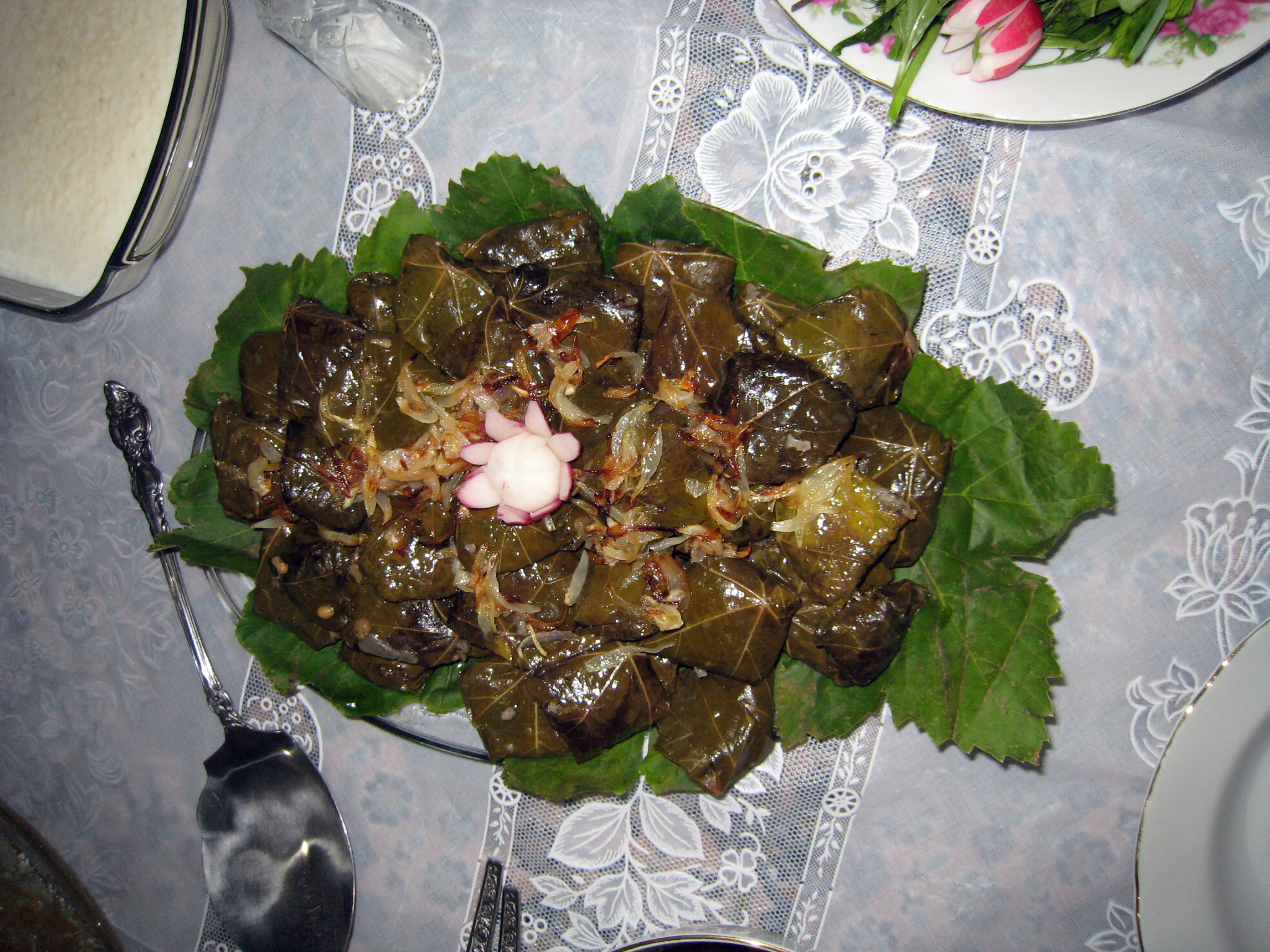
ドルメ

  - バーゲラー・ポロウ - ソラマメと香草を使ったポロウ
  - ルービヤー・ポロウ - 肉とインゲンマメのポロウ
  - シーリーン・ポロウ - オレンジの皮などが入った甘いポロウ
- キャバーブ
  - チェロウ・キャバーブ
- イラン風ハンバーグ（kotlet） - 羊や牛のひき肉を使い、パン粉の代わりに茹でたジャガイモが使われる
- rolete gusht - 刻んだゆで卵と香草をひき肉で包んで棒状に整形し、焼いた料理
- タス・キャバーブ（tass kabab） - プルーンと野菜とラム肉の重ね煮
- クーフテ
- ドルメ（dolmeh）
  - ドルメ・エ・カラム（dolmeh ye kalam） - イラン風ロールキャベツ。米、豆類、タマネギなどが具にされる。
- ホレシュト（ホレシュ、コレシュ）(en)
  - ホレシュテ・バーデンジャーン - ナスと羊肉のシチュー
  - ホレシュテ・ゲイメ - 肉とレンズマメのシチュー
  - ホレシュテ・ゴルメ・サブズィー - 肉と香味野菜のシチュー
  - ホレシュ・エ・マースト（khoresh-e māst） - ヨーグルトとミートボールのホレシュ。元々はエスファハーン（イスファハーン）の郷土料理だった。
- マヒイェ・トゥポル（mahi-ye tupor） - 白身魚のハーブとベリーの挟み焼
- マヒバ・ポルトガル（mahi ba Porteghal） - 白身魚のオレンジサフランソース添え
- アーブグーシュト
- アーシュ(英語版)
- ダル（dal） - トマトを使った豆のカレー
- ミルザ・ガセミ（mirza ghasemi） - カスピ海沿岸部の郷土料理である、焼きナスとトマトの卵とじ。
- メイグピヤズ（maygu piyaz） - ペルシア湾沿岸部の郷土料理である、小タマネギとエビのタマリンドソース煮。エビにはスパイスで下味が付けられる。
- サラーデ・オリヴィエ - パーティーで供されることが多いポテトサラダ。型に入れて成型される[34]。
- サラーデ・アンジル - イチジクのサラダ
- ハルワ（halwā） - バターで溶いた小麦粉を砂糖水で煮詰めて作る伝統的な菓子
- ラヴァシャキ - ザクロやアンズなどの果実を煮詰めて引き延ばしたものを乾燥させた菓子
- ナーン・ブレンチ（nān berenji） - ライスクッキー
- シー・ブレンチ（shir berenji） - ライスプディング
- ソハン・アサリ（sohan asali） - サフラン入りのタフィー（キャンディ）
- サマヌー
- トールシ (en) - 野菜の漬物